# SMV (バンド)
SMV（エス・エム・ヴィー）は、2008年に結成されたベース・ギターのスーパー・グループである。グループの名前は、スタンリー・クラーク、マーカス・ミラー、ヴィクター・ウッテンという各メンバーの最初のイニシャルに由来する。
2006年にニューヨークにて『Bass Player』誌によって開催されたコンサートで、クラークへ同誌のライフタイムアチーブメントアワードが贈呈された時のステージにミラーとウッテンが加わり、3人が一緒に演奏してコラボレーションの勢いが増した。
SMVのデビュー・アルバム『サンダー』は、2008年8月12日にリリースされ、同月からアルバムをサポートするワールド・ツアーが行われた。

## メンバー
- スタンリー・クラーク (Stanley Clarke) - ベース、アコースティック・ベース
- マーカス・ミラー (Marcus Miller) - ベース、キーボード、サクソフォーン、バスクラリネット
- ヴィクター・ウッテン (Victor Wooten) - ベース

## ディスコグラフィ

### アルバム
- 『サンダー』 - Thunder (2008年、Heads Up)